# Lešť
Lešť este o comună slovacă, aflată în districtul Zvolen din regiunea Banská Bystrica. Localitatea se află la altitudinea de 570 m deasupra n.m., se întinde pe o suprafață de 145,59 km2 și în 2017 număra 34 de locuitori.

## Istoric
Localitatea Lešť este atestată documentar din 1573.

## Demografie
| An:                | 1994 | 2004    | 2014    | 2024    |
| ------------------ | ---- | ------- | ------- | ------- |
| Număr de persoane: | 213  | 158     | 97      | 28      |
| Diferență:         |      | −25,82% | −38,60% | −71,13% |

| An:                | 2023 | 2024   |
| ------------------ | ---- | ------ |
| Număr de persoane: | 27   | 28     |
| Diferență:         |      | +3,70% |